# Deisenhofen (Maisach)
Deisenhofen ist ein Gemeindeteil von Maisach im oberbayerischen Landkreis Fürstenfeldbruck.

## Lage
Der Weiler liegt auf freier Flur, circa drei Kilometer nördlich von Maisach.

## Gemeindezugehörigkeit
Am 1. Mai 1978 kam Deisenhofen als Ortsteil der bis dahin selbstständigen Gemeinde Rottbach zu Maisach.